# Lulia nervosa
Lulia nervosa (Less.) Zardini, 1980 è una pianta della famiglia delle Asteraceae. È l'unica specie del genere Lulia Zardini, 1980.

## Descrizione
Le specie di questa voce sono piante perenni con portamenti erbacei o subarbustivi.
Le foglie lungo il caule sono disposte in modo alternato. La forma delle lamine è intera, semplice e a consistenza coriacea.
Le infiorescenze sono composte da capolini terminali, solitari e scaposi. I capolini sono radiati, formati da un involucro a forma da campanulata a emisferica composto da brattee (o squame) all'interno delle quali un ricettacolo fa da base ai fiori di due tipi (più o meno): tubulosi e ligulati. Le brattee, simili a foglie, disposte su 4 - 5 serie in modo embricato sono di vario tipo e consistenza. Il ricettacolo, glabro, a forma da piatta a concava e alveolato, è nudo (senza pagliette).
I fiori sia quelli tubulosi che ligulati sono tetra-ciclici (ossia sono presenti 4 verticilli: calice – corolla – androceo – gineceo) e pentameri (ogni verticillo ha 5 elementi). I fiori sono ermafroditi, actinomorfi o zigomorfi e fertili. In genere i fiori del raggio (quelli periferici) sono femminili (con staminoidi) e disposti in modo uniseriale. I fiori del disco (quelli centrali), sono ermafroditi.
- Formula fiorale:

*/x K {\displaystyle \infty }, [C (5), A (5)], G 2 (infero), achenio
- Calice: i sepali del calice sono ridotti ad una coroncina di squame.
- Corolla: la corolla è formata da un tubo terminante in modo lobato. I fiori del raggio hanno delle corolle glabre e bilabiate: il labbro esterno ha tre denti apicali notevolmente più lunghi di quello interno; il labbro interno è fortemente bilobato con lobi lineari e ritorti. I fiori del disco hanno delle corolle bilabiate con labbra più o meno uguali con tre denti sul labbro esterno e due denti su quello più interno; i lobi sono lungamente eretti. I colori sono giallo o arancione.
- Androceo: gli stami sono 5 con filamenti liberi, glabri o papillosi e distinti, mentre le antere sono saldate in un manicotto (o tubo) circondante lo stilo. Le antere in genere hanno una forma sagittata con base molto lunga e pubescenti. Il polline normalmente è tricolporato a forma sferica (può essere microechinato).
- Gineceo: lo stilo è filiforme; gli stigmi dello stilo sono due divergenti. Il nodo basale è assente, mentre lo stilo, glabro, si espande gradualmente verso la parte superiore; gli stigmi sono corti e papillosi con margini ispessiti. L'ovario è infero uniloculare formato da 2 carpelli. L'ovulo è unico e anatropo.

I frutti sono degli acheni con pappo. La forma dell'achenio in genere è cilindrica compressa con 2 - 4 coste longitudinali. Il pericarpo può essere di tipo parenchimatico, altrimenti è indurito (lignificato) radialmente; la superficie è setolosa o glabra. Il carpopodium è assente, oppure ha delle forme anulari. Il pappo, formato da 2 - 3 serie di setole appiattite, barbate, decidue o persistenti, è direttamente inserito nel pericarpo o connato in un anello parenchimatico posto sulla parte apicale dell'achenio. Il colore del pappo è biancastro.

## Biologia
- Impollinazione: l'impollinazione avviene tramite insetti (impollinazione entomogama tramite farfalle diurne e notturne).
- Riproduzione: la fecondazione avviene fondamentalmente tramite l'impollinazione dei fiori (vedi sopra).
- Dispersione: i semi (gli acheni) cadendo a terra sono successivamente dispersi soprattutto da insetti tipo formiche (disseminazione mirmecoria). In questo tipo di piante avviene anche un altro tipo di dispersione: zoocoria. Infatti gli uncini delle brattee dell'involucro si agganciano ai peli degli animali di passaggio disperdendo così anche su lunghe distanze i semi della pianta.

## Distribuzione
Questa specie si trova unicamente nel Brasile (sud-est).

## Tassonomia
La famiglia di appartenenza di questa voce (Asteraceae o Compositae, nomen conservandum) probabilmente originaria del Sud America, è la più numerosa del mondo vegetale, comprende oltre 23.000 specie distribuite su 1.535 generi, oppure 22.750 specie e 1.530 generi secondo altre fonti (una delle checklist più aggiornata elenca fino a 1.679 generi). La famiglia attualmente (2021) è divisa in 16 sottofamiglie.

### Filogenesi
La sottofamiglia Mutisioideae, nell'ambito delle Asteraceae occupa una posizione "basale" (si è evoluta precocemente rispetto al resto della famiglia) ed è molto vicina alla sottofamiglia Stifftioideae. La tribù Mutisieae con la tribù Nassauvieae formano due "gruppi fratelli" ed entrambe rappresentano il "core" della sottofamiglia.
Il genere Lulia è descritto all'interno della tribù Mutisieae, raggruppamento che la classificazione tradizionale collocava all'interno della sottofamiglia Cichorioideae e che la moderna classificazione filogenetica ha ricollocato, ridisegnandone i confini, all'interno della sottofamiglia Mutisioideae. Provvisoriamente il genere fa parte del gruppo informale Gerbera Complex.
All'interno del "Gerbera Complex" il genere di questa voce, da un punto di vista filogenetico e quindi evolutivo, fa parte del "Clade A" formato dai generi Lulia, Trichocline e Brachyclados. In questo gruppo Lulia occupa una posizione "basale". Le possibili date relative alla divergenza del clade variano da 19 a 8 milioni di anni fa.
I caratteri distintivi per le specie di questo genere sono:
- il portamento delle erbe è eretto;
- le foglie hanno delle venature parallele;
- le corolle sono bilabiate;
- gli acheni sono leggermente rostrati all'apice ed hanno gli stigmi papillosi.